# おしゃれ泥棒2
『おしゃれ泥棒2』（おしゃれどろぼう2、原題：Love Among Thieves）は、1987年2月23日にアメリカABCテレビで放映されたロマンティックサスペンスコメディのテレビ映画である。主演はオードリー・ヘプバーンとロバート・ワグナー。ヘプバーンにとっては最後の主演作品になる。映画の『おしゃれ泥棒』とは無関係。ヘプバーンの衣装はユベール・ド・ジバンシィ。

## あらすじ
バロネス・キャロライン・デュラック（オードリー・ヘプバーン）は高名なピアニスト。誘拐された婚約者の命と引き換えに、「ファバージュの卵」という秘宝を盗み出してラテン・アメリカに渡り、犯人に渡さなければならない。途中でなぜか一緒になってしまった冗談好きで葉巻の煙がうっとうしいマイク（ロバート・ワグナー）と一緒に追っ手を巻きながら犯人のもとへ向かう。

## キャスト
- キャロライン・デュラック：オードリー・ヘプバーン
- マイク・チェンバース：ロバート・ワグナー
- スパイサー：ジェリー・オーバック
- アラン・チャニング：パトリック・ボーショー
- ソランジュ・デュラック：サマンサ・エッガー
- アンドレ：ブライオン・ジェームス
- イアン：クリストファー・ネーム
- メイゾ：イスマエル・“イースト”・カルロ
- 飛行場の事務員：アルマ・ベルターン
- ホテルの事務員：ジョン・チャンドラー

## 製作
オードリー・ヘプバーンはロバート・ワグナーとステファニー・パワーズ主演の『探偵ハート&ハート』が大好きで、ローマにいようがスイスにいようが1話も見逃さなかったという。また、ヘプバーンとワグナーはグシュタードの別荘では隣人であったため、ヘプバーンはワグナーを友人としても俳優としても好きであった。そのため1986年に『おしゃれ泥棒2』の依頼が来てワグナーと共演する機会ができた時は、すかさず引き受けた。
ロバート・ワグナーはヘプバーンが共演を望んでいると聞いた時「私はとても嬉しかった。脚本を読んですぐにこう言った『どこにメーキャップに行けばいいか教えてくれ。さっそく始めようじゃないか』。オードリーとの共演は私の生涯のハイライトだった。」と述べている。
撮影はサンフランシスコやコロラドや気温が40℃にもなるトゥーソンで行われた。トゥーソンのことでは「（役柄上）ドレスは一着しかないので、私はあまりエレガントではなかった。」とヘプバーンは語ってるが、ワグナーは「オードリーは文句なしに素晴らしかった」と語っている。
またワグナーはサンフランシスコでフィナーレを撮影したときのことをよく覚えている。「100人の正装したエキストラが動員された。午前1時にオードリーがピアニストの演技をするために登場すると、彼らは一人残らず立ち上がって3分間拍手をおくり続けた」。
ヘプバーンは誰に対しても親切で、周囲に明るい雰囲気を作り出したという。「彼女はこれまでに会った中で、最高に素晴らしい女性だ」とワグナーは語っている。撮影は22日間で終了した。
ヘプバーンにとって『おしゃれ泥棒2』は『マイヤーリング』以来ちょうど30年ぶりのテレビ映画になるが、ABCは『マイヤーリング』や50年代の他のテレビ出演を調べずに、これをヘプバーンのテレビデビューだとして売り込んだ。そのため、当時の新聞や雑誌の批評家、本の紹介などでも鵜呑みにしてテレビデビューとして扱っているものがある。
また、ヘプバーンがこの作品に出たのは彼女のエージェント、年をとったカート・フリングスに出演料75万ドルの1割が入るため、彼の生活を助けてあげたいと思ったからという説があった。しかしロバート・ワグナーは「カート・フリングスは経済的に余裕があった。オードリーはいつも出演を依頼されていたし、フリングスの経済状態にかかわりなくコミッションを払っていただろう。」と否定している。
同時期の86年にグレゴリー・ペックの伝記のためにヘプバーンのインタビューを求めた作家がいたが、その時カート・フリングスに電話をすると、女性の声で「ちょっとお待ちください」と言われてから15分も待たされた。ようやく本人が出たが、ほとんど声が聞き取れなかったという。フリングスは発作で倒れてから、その頃は話すのがやっとになっていた。人々はヘプバーンに新しいエージェントを見つけるべきだと言い続けていたが、心優しいヘプバーンはそれを拒み、フリングスは1990年に亡くなるまでヘプバーンのエージェントであった。
日本では過去に東北新社からビデオが出ていたほか、ワーナー・ホーム・ビデオから「復刻シネマライブラリー」の1つとしてDVD-Rで発売されていたが2020年現在は廃盤となっている。BSやCS放送で何度か字幕版が放映されている。吹替版はまだ1度も放送されていない。

## 評価
批評家はオードリー・ヘプバーンを絶賛したが、『おしゃれ泥棒2』に対しては冷たかった。ロバート・ワグナーは「批評家たちはこの映画に対して点が辛過ぎたように思う。たぶん期待が大き過ぎたのだろう。」と語った。